# Olympische Sommerspiele 1984/Segeln

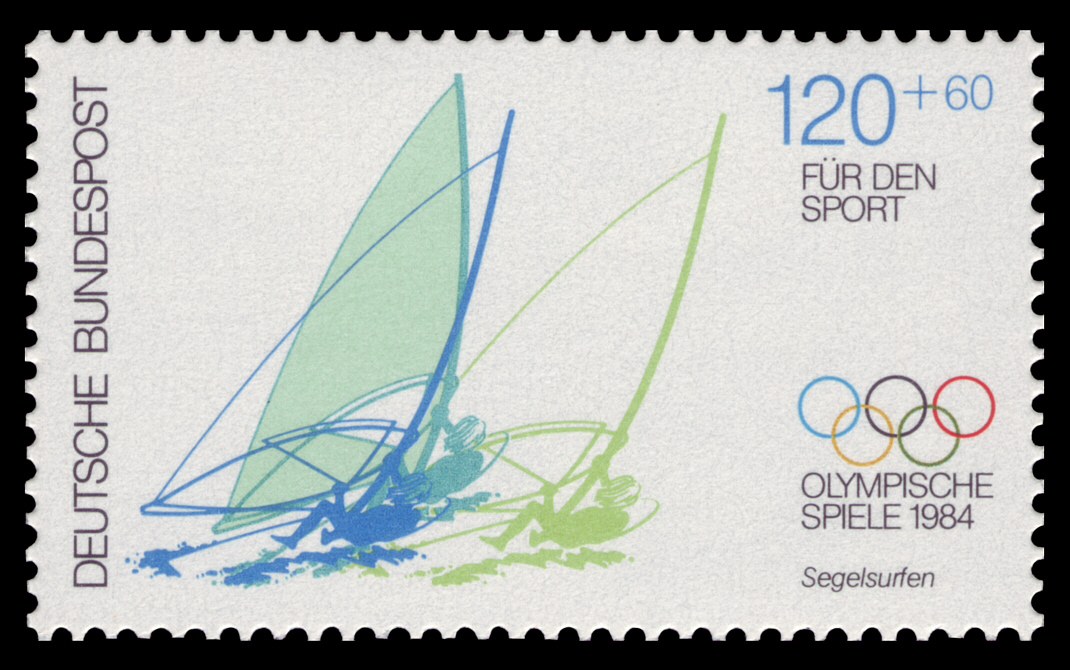
Segelsurfen: Deutsche Briefmarke zu den Olympischen Spielen

Bei den XXIII. Olympischen Sommerspielen 1984 in Los Angeles wurden Segelwettbewerbe in sieben Bootsklassen ausgetragen.

## Bilanz

### Medaillenspiegel
| Platz  | Land               | Gold | Silber | Bronze | Gesamt |
| ------ | ------------------ | ---- | ------ | ------ | ------ |
| 1      | Vereinigte Staaten | 3    | 4      | –      | 7      |
| 2      | Neuseeland         | 2    | –      | 1      | 3      |
| 3      | Niederlande        | 1    | –      | –      | 1      |
| 3      | Spanien            | 1    | –      | –      | 1      |
| 5      | Kanada             | –    | 1      | 2      | 3      |
| 6      | Brasilien          | –    | 1      | –      | 1      |
| 6      | BR Deutschland     | –    | 1      | –      | 1      |
| 8      | Australien         | –    | –      | 1      | 1      |
| 8      | Frankreich         | –    | –      | 1      | 2      |
| 8      | Großbritannien     | –    | –      | 1      | 1      |
| 8      | Italien            | –    | –      | 1      | 1      |
| Gesamt | Gesamt             | 7    | 7      | 7      | 21     |

### Medaillengewinner
| Disziplin       | Gold                                                        | Silber                                             | Bronze                                       |
| --------------- | ----------------------------------------------------------- | -------------------------------------------------- | -------------------------------------------- |
| Windsurfen      | Stephan van den Berg                                        | Scott Steele                                       | Bruce Kendall                                |
| Finn-Dinghy     | Russell Coutts                                              | John Bertrand                                      | Terry Neilson                                |
| Flying Dutchman | Vereinigte Staaten William Carl Buchan Jonathan McKee       | Kanada Evert Bastet Terry McLaughlin               | Großbritannien Peter Allam Jonathan Richards |
| 470er           | Spanien Luis Doreste Blanco Roberto Molina                  | Vereinigte Staaten Steve Benjamin Chris Steinfeld  | Frankreich Thierry Peponnet Luc Pillot       |
| Tornado         | Neuseeland Rex Sellers Chris Timms                          | Vereinigte Staaten Randy Smyth Jay Glaser          | Australien Christopher Cairns Scott Anderson |
| Soling          | Vereinigte Staaten Rod Davis Robbie Haines Edward Trevelyan | Brasilien Daniel Adler Torben Grael Ronaldo Senfft | Kanada Stephen Calder John Kerr Hans Fogh    |
| Star            | Vereinigte Staaten William Earl Buchan Steven Erickson      | BR Deutschland Joachim Griese Michael Marcour      | Italien Giorgio Gorla Alfio Peraboni         |

## Ergebnisse

### Männer

#### Windsurfen(Windglider)
| Platz | Land | Athlet               | Punkte |
| ----- | ---- | -------------------- | ------ |
| 1     | NED  | Stephan van den Berg | 27,7   |
| 2     | USA  | Scott Steele         | 46,0   |
| 3     | NZL  | Bruce Kendall        | 46,4   |
| 4     | FRA  | Gildas Guillerot     | 52,4   |
| 5     | ITA  | Klaus Maran          | 54,4   |
| 6     | AUS  | Greg Hyde            | 55,7   |
| 7     | FRG  | Dirk Meyer           | 67,2   |
| 8     | AUT  | Björn Eybl           | 80,0   |

### Offene Klassen

#### Finn-Dinghy
| Platz | Land | Athlet              | Punkte |
| ----- | ---- | ------------------- | ------ |
| 1     | NZL  | Russell Coutts      | 34,7   |
| 2     | USA  | John Bertrand       | 37,0   |
| 3     | CAN  | Terry Neilson       | 37,7   |
| 4     | ESP  | Joaquín Blanco Roca | 60,7   |
| 5     | FRG  | Wolfgang Gerz       | 66,1   |
| 6     | AUS  | Chris Pratt         | 68,0   |
| 7     | GBR  | Michael McIntyre    | 70,7   |
| 8     | BRA  | Jorge Zarif         | 78,7   |

#### Flying Dutchman
| Platz | Land | Athleten                                 | Punkte |
| ----- | ---- | ---------------------------------------- | ------ |
| 1     | USA  | William Carl Buchan Jonathan McKee       | 19,7   |
| 2     | CAN  | Evert Bastet Terry McLaughlin            | 22,7   |
| 3     | GBR  | Peter Allam Jonathan Richards            | 48,7   |
| 4     | DEN  | Jørgen Bojsen-Møller Jacob Bojsen-Møller | 52,4   |
| 5     | FRG  | Jörg Diesch Eckart Diesch                | 56,7   |
| 6     | BRA  | Alan Adler Marcus Temke                  | 61,7   |
| 7     | ITA  | Mario Celon Claudio Celon                | 78,7   |
| 8     | ISR  | Yoel Sela Eldad Amir                     | 72,0   |

#### Star
| Platz | Land | Athleten                                   | Punkte |
| ----- | ---- | ------------------------------------------ | ------ |
| 1     | USA  | William Earl Buchan Steven Erickson        | 29,70  |
| 2     | FRG  | Joachim Griese Michael Marcour             | 41,40  |
| 3     | ITA  | Giorgio Gorla Alfio Peraboni               | 43,50  |
| 4     | SWE  | Kent Carlson Henrik Eyermann               | 43,7   |
| 5     | AUT  | Hubert Raudaschl Karl Ferstl               | 53,4   |
| 6     | GRE  | Ilias Chatzipavlis Leonidas Pelekanakis    | 67,0   |
| 7     | ESP  | Antonio Gorostegui José Luis Doreste       | 74,0   |
| 8     | NED  | Boudewijn Binkhorst Willem van Walt Meijer | 76,0   |

#### 470er
| Platz | Land | Athleten                            | Punkte |
| ----- | ---- | ----------------------------------- | ------ |
| 1     | ESP  | Luis Doreste Roberto Molina         | 33,7   |
| 2     | USA  | Steve Benjamin Chris Steinfeld      | 43,0   |
| 3     | FRA  | Thierry Peponnet Luc Pillot         | 49,4   |
| 4     | FRG  | Wolfgang Hunger Joachim Hunger      | 50,1   |
| 5     | ITA  | Tommaso Chieffi Enrico Chieffi      | 57,0   |
| 6     | FIN  | Peter von Koskull Johan von Koskull | 67,4   |
| 7     | GBR  | Cathy Foster Peter Newlands         | 70,0   |
| 8     | ISR  | Shimshon Brockman Eitan Friedlander | 70,0   |

#### Tornado
(Quelle:)
| Platz | Land | Athleten                          | Punkte |
| ----- | ---- | --------------------------------- | ------ |
| 1     | NZL  | Rex Sellers Chris Timms           | 14,7   |
| 2     | USA  | Randy Smyth Jay Glaser            | 37,0   |
| 3     | AUS  | Christopher Cairns Scott Anderson | 50,4   |
| 4     | DEN  | Paul Elvstrøm Inge Trine Elvstrøm | 51,1   |
| 5     | BER  | Alan Burland Christopher Nash     | 53,5   |
| 6     | GBR  | Robert White David Campbell-James | 53,7   |
| 7     | BRA  | Lars Grael Glenn Haynes           | 74,7   |
| 8     | FRA  | Yves Loday Bernard Pichery        | 81,0   |

#### Soling
| Platz | Land | Athleten                                                      | Punkte |
| ----- | ---- | ------------------------------------------------------------- | ------ |
| 1     | USA  | Rod Davis Robbie Haines Edward Trevelyan                      | 33,7   |
| 2     | BRA  | Daniel Adler Torben Grael Ronaldo Senfft                      | 43,4   |
| 3     | CAN  | Stephen Calder John Kerr Hans Fogh                            | 49,7   |
| 4     | GBR  | Chris Law Edward Leask Jeremy Richards                        | 54,7   |
| 5     | NOR  | Dag Halfdan Usterud Borre Skui Stein Lund Halvorsen           | 57,7   |
| 6     | GRE  | Anastasios Boundouris Dimitrios Deligiannis Georgios Spyridis | 59,2   |
| 7     | AUS  | Gary Sheard Tim Dorning Dean Gordon                           | 62,4   |
| 8     | FRG  | Willi Kuhweide Axel May Eckhard Loll                          | 71,0   |